# Eltro information rate changer
L'Eltro information rate changer est un outil d'enregistrement analogique utilisé pour moduler la hauteur sans changer la vitesse et vice versa. Les brevets relatifs à cet appareil remontent aux années 1920. L'Eltro est la première technologie capable de modifier la hauteur (fréquence) et la vitesse (temps) de l'audio indépendamment l'une de l'autre.

## Histoire
Cette technologie est développée en Allemagne par l'ingénieur Anton Marian Springer (1909-1964). L'Eltro était un accessoire qui fonctionnait en conjonction avec un magnétophone. Des enregistreurs compatibles avec l'Eltro sont introduits dans les années 1940. L'Eltro fait l'objet d'une première démonstration publique en 1953. Au milieu des années 1960, il devient un équipement relativement courant dans de nombreux studios d'enregistrement.
L'Eltro était souvent utilisé pour ajuster la durée des publicités radiophoniques afin de les faire tenir dans des segments de 30 ou 60 secondes. En utilisant l'Eltro, un ingénieur du son pouvait mieux contrôler la durée exacte d'une publicité, tout en laissant la hauteur inchangée. L'Eltro pouvait également être utilisé pour une variété d'effets audio. La plupart des magnétophones utilisent des têtes fixes, qui restent immobiles pendant que la bande défile. L'Eltro, quant à lui, utilise des têtes rotatives. Il n'enregistre pas le son et sert uniquement à la lecture audio. La technologie des têtes rotatives est développée à l'origine pour l'enregistrement de bandes vidéo analogiques par Ampex dans les années 1950. Le son modifié de la lecture sur l'Eltro était ensuite généralement copié sur un autre magnétophone.
La musicienne et ingénieur du son Wendy Carlos utilise un Eltro Mark II aux Gotham Recording Studios de New York dans les années 1960. Les Beach Boys l'ont utilisé pour créer des effets vocaux aigus sur la chanson She's Goin' Bald enregistrée à Los Angeles, en 1967.
L'Eltro est probablement mieux connu pour avoir été utilisé dans le film 2001, l'Odyssée de l'espace, sorti en 1968,. L'Eltro est appliqué à la voix de l'acteur Douglas Rain, qui jouait le rôle de l'ordinateur HAL 9000. Dans le film, la hauteur et la vitesse de la voix de HAL diminuent progressivement à des rythmes différents lorsque l'ordinateur est désactivé. L'effet final est créé en faisant passer la voix de l'acteur deux fois dans l'Eltro.
L'Eltro travaille avec des enregistrements mono et ne traite qu'un seul canal audio à la fois. Il tombe en désuétude au cours des années 1970. Par la suite, des appareils ont été mis au point pour modifier la hauteur du son à l'aide de diverses technologies électroniques. Nombre d'entre eux étaient capables de fonctionner en stéréo. Avec la généralisation de l'enregistrement numérique dans les années 1980, il est devenu possible de contrôler plus facilement la hauteur et la vitesse à l'aide d'un logiciel, tout en évitant l'utilisation d'équipements analogiques coûteux et hautement spécialisés. Les logiciels d'équipements audio numériques permettent d'obtenir les mêmes effets plus facilement et à moindre coût.